# تيم ستوري
تيم ستوري (بالإنجليزية: Tim Story)‏ هو عازف جاز وعازف بيانو أمريكي، ولد في 1957 في فيلادلفيا في الولايات المتحدة.

## وصلات خارجية
- تيم ستوري على موقع ميوزك برينز (الإنجليزية)
- تيم ستوري على موقع ديسكوغز (الإنجليزية)